# Három körösztény leány
A Három körösztény leány az első ismert magyar nyelvű dráma.

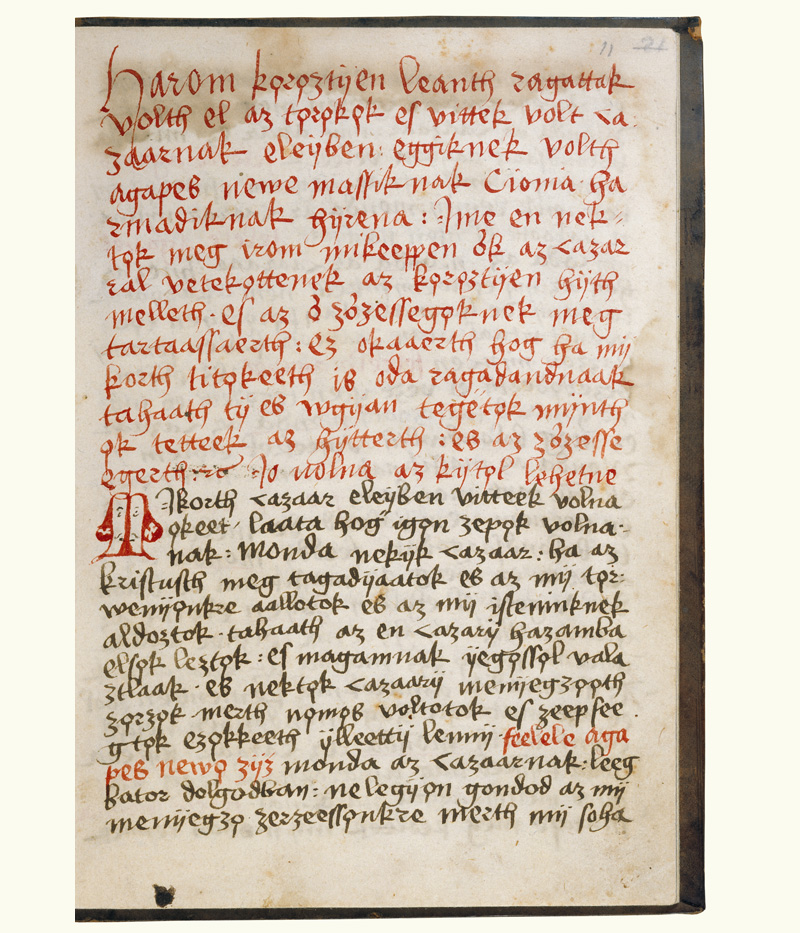
A darab első oldala a Sándor-kódexben

## Keletkezése
A mű kézirata a Sándor-kódexben található, 1521–30 között keletkezhetett, valószínűleg Ráskay Lea másolhatta. Eredetije Hrotsvitha apáca Dulcitius című 10. századi drámája. Felfedezője Conrad Celtes német humanista volt. Másolójának a drámai szövegről fogalma sem volt, példázatnak szánta.

## Cselekménye
|  | Alább a cselekmény részletei következnek! |

A törökök elfogtak három keresztény leányt, Agapest, Cionát és Hyrenát. A török császár elé vitték őket, aki felajánlotta nekik, ha megtérnek a muszlim vallásra, feleségül veszi őket, s előkelő helyet kapnak házában. Nemet mondtak, így börtönbe kerültek. Megtetszettek Fábiusnak, aki átvitette palotájába, szobájába záratta és őriztette őket. Egyszer megkívánva őket, bement a szobába, és simogatni kezdte a fazekakat. A lányok eközben azt kívánták, Fábius kívül is legyen olyan, amilyen belül a lelke. Erre ördöggé változott, s mindezt elment elpanaszolni a feleségének. Az asszonyt bántotta a dolog, de nem tudott férjén segíteni. Fábius elrendelte, a lányokat meztelenül kínozzák meg – de ezt nem tudták velük megtenni, mert a ruha rájuk ragadt. A császár ezt meghallva Variust rendelte a lányok mellé. Ő először a két idősebbet próbálta rávenni, hogy térjen meg. A két leány azonban inkább a halált választotta, így tűzbe vetették őket. Isten nem engedte, hogy testük megégjen, és lelküket a mennybe vitte. Varius kihívta Hyrenát is, a harmadik leányt, akit először halállal fenyegetett, majd bordélyházba akart küldeni. Két legényre rábízta őt, akiket útközben a lány megtérített. Hamar vissza is mentek a lány nélkül urukhoz, s elmondták, két legény Varius nevében megvette Hyrenát s felvitte a hegyre. Varius erre felvágtatott a hegyre, s rálőtt a lányra. Ő óva intette, hogy a pokolra kerülhet, de Varius mégis lelőtte.

## Külső hivatkozások
- A magyar színháztörténet kronológiája